# 貞松成
貞松 成（さだまつ じょう、1981年6月2日 - ）は、日本の社会起業家である。長崎県生。下関市立大学卒業。早稲田大学大学院政治学研究科修了。学生時代に少子高齢化という人口問題を知り、高齢者による保育が理想的であると考え、2007年に株式会社global bridgeを設立し、千葉県にて無認可保育所（のちに認可保育所へ転換）を開園。2008年にデイサービス（通所介護）を開所し、2010年には、通所介護と事業所内保育（両立支援）を組み合わせた介護と保育の融合事業を考案する。2014年、保育園運営管理システムであるChild Care Systemをリリースし、ＩＣＴ事業を開始。同年、障害児（者）事業を開始し、認可保育所や通所介護施設との複合施設を開始。 2015年に株式会社global bridgeを分社化し、株式会社global bridge HOLDINGSを持株会社として、直営福祉施設を運営する株式会社global bridgeとＩＣＴ事業を行う株式会社social solutionsの2社体制とした。2017年、保育ロボットＶＥＶＯの開発に着手。同年、東京証券取引所に上場（6557）。

## 経歴
- 2007年（平成19年度） 株式会社global bridge（現・AIAI Child Care株式会社） 代表取締役 就任
- 2013年（平成25年度） 社団法人日本事業所内保育団体連合会（現 日本社会福祉マネジメント学会　JASM） 代表理事 就任
- 2015年（平成27年度） 株式会社global bridge HOLDINGS（現・AIAIグループ株式会社） 代表取締役 就任
- 2017年（平成29年度） 株式会社global bridge、株式会社social solutions　代表取締役　就任
- 2018年（平成30年度） 株式会社東京ライフケア　代表取締役　就任
- 2018年（平成30年度） 株式会社global life care　代表取締役　就任

## 受賞歴
- 2013年（平成25年度） 公益社団法人日本青年会議所 人間力大賞 受賞
- 2013年（平成25年度） 東京商工会議所奨励賞 受賞
- 2013年（平成25年度） 一般社団法人日本経営士会 ビジネス・イノベーション・アワード2013 受賞
- 2014年（平成26年度） ニッポン新事業創出大賞 受賞
- 2018年（平成30年度） 平成30年度（第36回）IT賞 特別賞（技術活用賞） 受賞
- 2018年（平成30年度） KAIKA Awards 2018 受賞

## 著書
- 『介護と保育で日本を変える　世代間交流施設かいほの家のつくりかた』（2012年、長崎出版）
- 『小規模保育のつくりかた　〜待機児童の解消に向けて〜』（2014年、あっぷる出版社）
- 『世代間交流施設の挑戦　保育と介護はどのように融合しているか』（2016年、あっぷる出版社）
- 増補改訂版『小規模保育のつくりかた～待機児童の解消に向けて～』（2018年、あっぷる出版社）

### びーぼシリーズ
- 『びーぼ』（2018年、あっぷる出版社）
- 『びーぼとひみつきち』（2018年、あっぷる出版社）
- 『びーぼとまほうのやさい』（2019年、あっぷる出版社）
- 『びーぼとようかいほいくえん』（2020年、あっぷる出版社）

四作いずれも、片岡達也 (デザイナー)が作画を手がけた。